# Lohheide
Lohheide är ett kommunfritt område i Landkreis Celle i förbundslandet Niedersachsen i Tyskland. 